# Nati il 17 dicembre
| Questa pagina contiene informazioni ricavate automaticamente dalle voci biografiche con l'ausilio del template Bio e di un bot. L'aggiornamento è periodico e automatico e ricostruisce completamente la pagina. Se manca una persona in questa lista, sei pregato di non aggiungerla, ma accertati piuttosto che la sua voce biografica contenga il template Bio e che i dati anagrafici siano correttamente compilati. Se il template Bio manca, inseriscilo tu stesso o, in alternativa, metti l'avviso {{tmp\|Bio}} che ne segnala la mancanza. Se i dati riportati sono sbagliati, correggi direttamente la voce biografica; le modifiche saranno visibili in questa lista entro pochi giorni. Per chiarimenti vedi il progetto biografie. La lista contiene solo le 1.010 persone che sono citate nell'enciclopedia e per le quali è stato implementato correttamente il template Bio. Pagina aggiornata al 17 ago 2025. |

## XIII secolo(2)
- 1239 - Kujō Yoritsugu, militare giapponese († 1256)
- 1267 - Go-Uda, imperatore giapponese († 1324)

## XVI secolo(6)
- 1544 - Nicolas Brûlart de Sillery, politico e nobile francese († 1624)
- 1554 - Ernesto di Baviera, arcivescovo cattolico tedesco († 1612)
- 1574 - Pedro Téllez-Girón, politico e militare spagnolo († 1624)
- 1577 - Francesco Fanelli, scultore italiano
- 1587 - Giulio Cesare Sacchetti, cardinale e vescovo cattolico italiano († 1663)
- 1596 - Giovanni Casimiro di Anhalt-Dessau, principe tedesco († 1660)

## XVII secolo(11)
- 1619 - Ruperto del Palatinato, generale e ammiraglio tedesco († 1682)
- 1620 - Henri Charles de La Trémoille, nobile francese († 1672)
- 1620 - Maurizio del Palatinato, principe tedesco († 1652)
- 1630 - Ekken Kaibara, scrittore, filosofo e botanico giapponese († 1714)
- 1638 - Anna Sofia d'Assia-Darmstadt, religiosa tedesca († 1683)
- 1642 - Francisco Castillo Fajardo, Marchese di Villadarias, generale spagnolo († 1716)
- 1642 - Francesco de Geronimo, gesuita italiano († 1716)
- 1649 - Robert Sidney, IV conte di Leicester, nobile inglese († 1702)
- 1650 - Christoph Arnold, astronomo tedesco († 1695)
- 1654 - Prudenza Gabrielli Capizucchi, scrittrice e nobildonna italiana († 1709)
- 1669 - Friedrich Wilhelm von Dossow, generale prussiano († 1758)

## XVIII secolo(43)
- 1706 - Émilie du Châtelet, matematica, fisica e letterata francese († 1749)
- 1707 - Ernesto Federico II di Sassonia-Hildburghausen, duca tedesco († 1745)
- 1721 - Emanuele Maria Pignone del Carretto, vescovo cattolico e teologo italiano († 1796)
- 1724 - Angelo Gatti, medico italiano († 1798)
- 1734 - Maria I del Portogallo, regina portoghese († 1816)
- 1736 - Louis-André de Grimaldi, vescovo cattolico e nobile francese († 1804)
- 1737 - Antonio Lante Montefeltro della Rovere, cardinale italiano († 1817)
- 1737 - Francesco Vincenti, vescovo cattolico italiano († 1803)
- 1740 - Francesco Pio Santi, vescovo cattolico italiano († 1799)
- 1742 - Onorato Caetani, principe italiano († 1797)
- 1749 - Domenico Cimarosa, compositore italiano († 1801)
- 1750 - Elizabeth Craven, scrittrice e commediografa britannica († 1828)
- 1757 - Maria Anna di Savoia, principessa († 1824)
- 1760 - Deborah Sampson, militare statunitense († 1827)
- 1765 - Grégoire Girard, pedagogista svizzero († 1850)
- 1767 - Vittorio Barzoni, scrittore, giornalista e politologo italiano († 1843)
- 1768 - Johann Philipp Palm, editore tedesco († 1806)
- 1771 - John Dennis, politico statunitense († 1806)
- 1772 - François Broussais, medico francese († 1838)
- 1773 - Sylvain Charles Valée, generale francese († 1846)
- 1774 - Littleton Waller Tazewell, politico statunitense († 1860)
- 1775 - François Marius Granet, pittore francese († 1849)
- 1778 - Humphry Davy, chimico, fisico e divulgatore scientifico britannico († 1829)
- 1784 - Georg Ludolf Dissen, filologo classico tedesco († 1837)
- 1785 - Dorothea von Benckendorff, nobildonna tedesca († 1857)
- 1785 - William Francis Patrick Napier, generale e storico britannico († 1860)
- 1787 - Jan Evangelista Purkyně, anatomista, neurofisiologo e biologo ceco († 1869)
- 1788 - Giovanni Battista Giani, archeologo italiano († 1859)
- 1788 - Georg Ludwig Friedrich Laves, architetto, ingegnere e urbanista tedesco († 1864)
- 1789 - Clement Comer Clay, politico statunitense († 1866)
- 1792 - Antonio Corazzi, architetto italiano († 1877)
- 1792 - George Hayter, pittore inglese († 1871)
- 1795 - Benjamin Franklin Butler, politico statunitense († 1858)
- 1795 - Christian Friedrich Ecklon, botanico e farmacista danese († 1868)
- 1796 - Thomas Chandler Haliburton, scrittore canadese († 1865)
- 1797 - Joseph Henry, fisico statunitense († 1878)
- 1798 - Giuseppe Arnulfo, politico italiano († 1867)
- 1798 - Salvatore Candido, pittore italiano († 1869)
- 1798 - Maurice de Partouneaux, militare francese († 1898)
- 1799 - Gottlieb August Wilhelm Herrich-Schäffer, entomologo, botanico e medico tedesco († 1874)
- 1799 - Antoine Joseph Jobert de Lamballe, chirurgo francese († 1867)
- 1800 - Bernardo II di Sassonia-Meiningen, nobile tedesco († 1882)
- 1800 - Gergely Czuczor, poeta, lessicografo e filologo ungherese († 1866)

## XIX secolo(155)
- 1802 - Francesco Carlo d'Asburgo-Lorena, nobile austriaco († 1878)
- 1802 - Silvestro Gherardi, fisico e storico della scienza italiano († 1879)
- 1805 - Charles François Xavier d'Autemarre d'Erville, militare francese († 1891)
- 1807 - Władysław Oleszczyński, scultore polacco († 1866)
- 1807 - John Greenleaf Whittier, poeta e giornalista statunitense († 1892)
- 1809 - Wolfgang Sartorius von Waltershausen, geologo e astronomo tedesco († 1876)
- 1810 - Francisco Serrano, militare e politico spagnolo († 1885)
- 1813 - Ekaterina Sergeevna Šeremeteva, nobildonna russa († 1890)
- 1817 - Luigi Pissavini, politico, avvocato e prefetto italiano († 1898)
- 1819 - Apelle Dei, naturalista italiano († 1903)
- 1819 - Marthinus Wessel Pretorius, politico e militare boero († 1901)
- 1820 - Domenico Berti, saggista, politico e storico della filosofia italiano († 1897)
- 1820 - Filippo Lussana, fisiologo italiano († 1897)
- 1820 - Heinrich Müller, anatomista tedesco († 1864)
- 1821 - Dmitrij Ivanovič Žuravskij, matematico e ingegnere russo († 1891)
- 1822 - Giacinto Bruzzesi, militare italiano († 1900)
- 1824 - Manning Force, generale e avvocato statunitense († 1899)
- 1825 - Thomas Woolner, scultore e poeta inglese († 1892)
- 1826 - Alessandro De Stefanis, militare italiano († 1849)
- 1827 - Alexander Wassilko von Serecki, politico austriaco († 1893)
- 1828 - Eugène-Cyrille Brunet, scultore francese († 1906)
- 1828 - Antonio Mendola, nobile e letterato italiano († 1908)
- 1829 - Ivan Stojanović, presbitero e scrittore serbo († 1900)
- 1830 - Jules de Goncourt, scrittore francese († 1870)
- 1832 - Laura Williamina Seymour, nobile britannica († 1912)
- 1833 - Giuseppe De Riseis, imprenditore e politico italiano († 1924)
- 1834 - Francesco Cucchi, patriota e politico italiano († 1913)
- 1835 - Alexander Emanuel Agassiz, ingegnere e biologo svizzero († 1910)
- 1835 - Felice Casorati, matematico italiano († 1890)
- 1837 - Isaia Ghiron, bibliotecario e numismatico italiano († 1889)
- 1838 - Angelo Mariani, chimico francese († 1914)
- 1839 - Ferdinand de Rothschild, banchiere francese († 1898)
- 1839 - Newton Horace Winchell, geologo statunitense († 1914)
- 1841 - Isabella Eugénie Boyer, modella francese († 1904)
- 1842 - Nils Forsberg, pittore svedese († 1934)
- 1842 - Ernest Lavisse, storico francese († 1922)
- 1842 - Sophus Lie, matematico norvegese († 1899)
- 1844 - William Gilson Farlow, botanico statunitense († 1919)
- 1845 - Pietro Bertarelli, politico italiano († 1922)
- 1845 - George Francis Hamilton, nobile, militare e politico britannico († 1927)
- 1847 - Émile Faguet, critico letterario francese († 1916)
- 1847 - Michel Joseph Maunoury, generale francese († 1923)
- 1848 - William Wynn Westcott, medico inglese († 1925)
- 1850 - Maud Hamilton, nobile britannica († 1932)
- 1851 - Otto Schott, chimico e imprenditore tedesco († 1935)
- 1851 - Marama Teururai, nobile († 1909)
- 1853 - Émile Roux, medico e microbiologo francese († 1933)
- 1855 - Suze Robertson, pittrice olandese († 1922)
- 1856 - Elisabeth Winterhalter, chirurga, ginecologa e attivista tedesca († 1952)
- 1857 - Niccolò van Westerhout, compositore italiano († 1898)
- 1858 - Robert Graham Jr., attore statunitense († 1916)
- 1858 - Eva Nansen, mezzosoprano norvegese († 1907)
- 1859 - Paul César Helleu, pittore francese († 1927)
- 1859 - Félix Rougier, missionario francese († 1938)
- 1859 - Anselmo Evangelista Sansoni, vescovo cattolico italiano († 1921)
- 1861 - François Gény, giurista francese († 1959)
- 1863 - Carlo Lessona, giurista italiano († 1919)
- 1863 - Henri Padé, matematico francese († 1953)
- 1863 - R. A. F. Penrose, geologo e imprenditore statunitense († 1931)
- 1865 - Adriano Fiori, medico, botanico e micologo italiano († 1950)
- 1866 - Mario García Menocal, politico cubano († 1941)
- 1866 - Kazys Grinius, politico lituano († 1950)
- 1866 - Giovanni Mercati, cardinale, bibliotecario e bizantinista italiano († 1957)
- 1866 - Konrad Stäheli, tiratore a segno svizzero († 1931)
- 1870 - Natale Gabriele Moriondo, arcivescovo cattolico italiano († 1946)
- 1870 - Benjamin-Octave Roland-Gosselin, arcivescovo cattolico francese († 1952)
- 1870 - Sriram Chandra Bhanj Deo, principe indiano († 1912)
- 1872 - Émile Gabory, storico, poeta e archivista francese († 1954)
- 1873 - Ford Madox Ford, scrittore britannico († 1939)
- 1874 - Giovanni Battista Bertone, politico e avvocato italiano († 1969)
- 1874 - William Lyon Mackenzie King, politico canadese († 1950)
- 1875 - William Wadsworth, canottiere canadese († 1971)
- 1876 - Afrânio Peixoto, scrittore, storico e critico letterario brasiliano († 1947)
- 1878 - Georges Romer, pallanuotista belga
- 1879 - Jean-Marie Charles Abrial, ammiraglio francese († 1962)
- 1879 - Ettore Bignone, filologo classico e letterato italiano († 1953)
- 1879 - Domenico Durante, pittore e calciatore italiano († 1944)
- 1879 - Fritz Stein, direttore d'orchestra, musicologo e filosofo tedesco († 1961)
- 1880 - Helge Almquist, storico svedese († 1944)
- 1880 - Tor Norberg, ginnasta svedese († 1972)
- 1880 - Ferruccio Zambonini, mineralogista italiano († 1932)
- 1881 - Francisca Aldea Araujo, religiosa spagnola († 1936)
- 1881 - Yngvar Bryn, velocista e pattinatore artistico su ghiaccio norvegese († 1947)
- 1881 - Stella LeSaint, attrice statunitense († 1948)
- 1881 - Jan Sluijters, pittore olandese († 1957)
- 1882 - Edward Russell Ayrton, egittologo e archeologo inglese († 1914)
- 1882 - Axel Sjöblom, ginnasta svedese († 1951)
- 1883 - Jules Auguste César Muraire, attore francese († 1946)
- 1883 - Pedro Parages, calciatore, allenatore di calcio e dirigente sportivo francese († 1950)
- 1884 - Henri Holgard, calciatore francese († 1927)
- 1884 - Stanislaus Joyce, scrittore e docente irlandese († 1955)
- 1884 - Abrahão Saliture, pallanuotista e canottiere brasiliano († 1967)
- 1885 - Alphonse Barbé, attivista, anarchico e editore francese († 1983)
- 1885 - Giuseppe Cogoni, arcivescovo cattolico italiano († 1947)
- 1885 - Lakhajirajsinhji II Bavajirajsinhji, principe e crickettista indiano († 1930)
- 1885 - Harry Wittmann, pistard statunitense († 1968)
- 1886 - Giulio Gaio, presbitero, politico e antifascista italiano († 1992)
- 1886 - André Hugon, regista, sceneggiatore e produttore cinematografico francese († 1960)
- 1886 - Lina Arianna Jenna, scultrice italiana († 1945)
- 1886 - Nabawiyya Musa, politica egiziana († 1951)
- 1886 - Franz Sala, attore e truccatore italiano († 1952)
- 1886 - Nikolaj Aleksandrovič Uglanov, rivoluzionario e politico russo († 1937)
- 1886 - Giuseppe Valle, atleta, dirigente sportivo e generale italiano († 1975)
- 1886 - Giovanni Battista Zenati, generale italiano († 1959)
- 1887 - Josef Lada, grafico e illustratore ceco († 1957)
- 1887 - Adele Moroder, scrittrice austriaca († 1966)
- 1887 - Erminia di Reuss-Greiz, nobile tedesca († 1947)
- 1888 - Max Niehaus, scrittore tedesco († 1981)
- 1889 - Jakov Georgievič Černichov, architetto, designer e insegnante sovietico († 1951)
- 1889 - Filippo Cevasco, aviatore italiano († 1914)
- 1889 - Giorgio Rimini, ingegnere, imprenditore e dirigente sportivo italiano († 1954)
- 1890 - Alfred Peterly, calciatore svizzero († 1957)
- 1890 - Gioacchino di Prussia, nobile tedesco († 1920)
- 1891 - Federico Sigismondo di Prussia, principe prussiano († 1927)
- 1891 - Hu Shi, scrittore e diplomatico cinese († 1962)
- 1891 - Arturo Nathan, pittore italiano († 1944)
- 1891 - Karl Emil Schäfer, militare e aviatore tedesco († 1917)
- 1892 - Sam Barry, allenatore di pallacanestro, allenatore di football americano e allenatore di baseball statunitense († 1950)
- 1892 - Karel Nytl, calciatore cecoslovacco († 1958)
- 1892 - Giuseppe Parodi, calciatore italiano († 1984)
- 1892 - Giovanni Polvani, fisico italiano († 1970)
- 1892 - Adriaan Joseph van Rossem, ornitologo statunitense († 1949)
- 1893 - Bruno Coceani, prefetto e storico italiano († 1978)
- 1893 - Pietro Omodei Zorini, avvocato, calciatore e arbitro di calcio italiano († 1974)
- 1893 - Erwin Piscator, regista teatrale, regista cinematografico e critico teatrale tedesco († 1966)
- 1894 - David Butler, regista, attore e produttore cinematografico statunitense († 1979)
- 1894 - Arthur Fiedler, direttore d'orchestra statunitense († 1979)
- 1894 - Patrick Flynn, siepista e mezzofondista statunitense († 1969)
- 1894 - Hendrik Anthony Kramers, fisico olandese († 1952)
- 1894 - Hans Henny Jahnn, scrittore tedesco († 1959)
- 1894 - Giovanni Lanfritto, calciatore italiano
- 1894 - Willem Schermerhorn, politico olandese († 1977)
- 1894 - Antonio Tecchio, ciclista su strada italiano
- 1895 - Gordon Goodwin, marciatore britannico († 1984)
- 1895 - Gerald Patterson, tennista australiano († 1967)
- 1895 - Sidney Woodroffe, militare britannico († 1915)
- 1896 - Armando Bussi, antifascista e partigiano italiano († 1944)
- 1896 - Mykola Cegel'skij, presbitero ucraino († 1957)
- 1896 - Harry Chambers, calciatore inglese († 1949)
- 1896 - Francesco Ferrarin, generale e aviatore italiano († 1964)
- 1896 - Gérard Walter, storico francese († 1974)
- 1896 - Anastasija Platonovna Zueva, attrice sovietica († 1986)
- 1897 - Władysław Broniewski, poeta e militare polacco († 1962)
- 1897 - Anthony Joseph Drexel Biddle, diplomatico statunitense († 1961)
- 1897 - Cesare Genovesi, calciatore italiano
- 1898 - Michele Della Maggiora, antifascista italiano († 1928)
- 1898 - Loren Murchison, velocista statunitense († 1979)
- 1898 - Ettore Olivero Pistoletto, pittore italiano († 1981)
- 1898 - Juliet Rhys-Williams, economista e politica britannica († 1964)
- 1899 - Walter Crickmer, allenatore di calcio e dirigente sportivo inglese († 1958)
- 1899 - Emilia Cardona, giornalista e scrittrice italiana († 1977)
- 1900 - Mary Cartwright, matematica britannica († 1998)
- 1900 - Marcello Nizzola, lottatore italiano († 1947)
- 1900 - Katina Paxinou, attrice greca († 1973)
- 1900 - József von Platthy, cavaliere ungherese († 1990)

## XX secolo(774)
- 1901 - Aziza Amir, attrice e produttrice cinematografica egiziana († 1952)
- 1901 - Walther Bierkamp, generale e poliziotto tedesco († 1945)
- 1901 - Jenő Tóth, calciatore ungherese († 1959)
- 1902 - Chesja Aleksandrovna Lokšina, regista sovietica († 1982)
- 1902 - Nori de' Nobili, pittrice e poeta italiana († 1968)
- 1903 - Erskine Caldwell, scrittore e giornalista statunitense († 1987)
- 1903 - Ray Noble, compositore britannico († 1978)
- 1903 - Roland de Vaux, archeologo e traduttore francese († 1971)
- 1904 - Walter Brugger, filosofo tedesco († 1990)
- 1904 - Paul Cadmus, artista statunitense († 1999)
- 1904 - Bernard Lonergan, presbitero e teologo canadese († 1984)
- 1905 - Simo Häyhä, militare finlandese († 2002)
- 1905 - Muhammad Hidayatullah, politico indiano († 1992)
- 1905 - Franco Marquicias, cestista filippino († 1982)
- 1905 - Jan Valtin, agente segreto tedesco († 1951)
- 1905 - Érico Veríssimo, scrittore brasiliano († 1975)
- 1906 - Raffaele Di Sipio, attore italiano († 1995)
- 1906 - Enzo Domestico Kabregu, pittore italiano († 1971)
- 1906 - Maxime Lehmann, calciatore francese († 2009)
- 1906 - William McChesney Martin, banchiere statunitense († 1998)
- 1906 - Josef Wendl, calciatore tedesco († 1980)
- 1907 - Christianna Brand, scrittrice britannica († 1988)
- 1907 - Géza von Radványi, regista, sceneggiatore e produttore cinematografico ungherese († 1986)
- 1908 - Štefan Čambal, allenatore di calcio e calciatore cecoslovacco († 1990)
- 1908 - Willard Frank Libby, chimico statunitense († 1980)
- 1908 - Raymond Louviot, ciclista su strada, pistard e dirigente sportivo francese († 1969)
- 1909 - Uberto Gillarduzzi, bobbista italiano († 1994)
- 1909 - Archimede Seguso, imprenditore italiano († 1999)
- 1909 - Teddy Smouha, velocista britannico († 1992)
- 1909 - Hugo Weczerek, schermidore austriaco († 1984)
- 1910 - Gino Ansaloni, calciatore italiano († 1977)
- 1910 - Umberto Bernasconi, cestista uruguaiano
- 1910 - Jean Gysel, pallanuotista svizzero
- 1911 - William Roerick, attore statunitense († 1995)
- 1911 - Richard Sale, scrittore, sceneggiatore e regista statunitense († 1993)
- 1912 - Ernestine Jones, attrice statunitense († 1988)
- 1912 - Fritz Klingenberg, militare e docente tedesco († 1945)
- 1912 - Oldřich Nývlt, calciatore cecoslovacco († 1982)
- 1912 - Alfonso Sorribes Teixidó, religioso spagnolo († 1936)
- 1913 - Carlo Dell'Antonio, militare, aviatore e partigiano italiano († 1945)
- 1913 - Willy Huber, calciatore svizzero († 1998)
- 1913 - Mary Kenneth Keller, religiosa e educatrice statunitense († 1985)
- 1913 - Emilio Villoresi, pilota automobilistico italiano († 1939)
- 1914 - Enrico Calenda, militare italiano († 1941)
- 1914 - Alfréd Radok, regista cecoslovacco († 1976)
- 1914 - Chick Reiser, cestista e allenatore di pallacanestro statunitense († 1996)
- 1915 - Robert Alan Dahl, politologo statunitense († 2014)
- 1915 - Giovanni Giraudi, politico italiano († 1993)
- 1915 - Mario Moglia, pittore svizzero († 1986)
- 1915 - Luigi Monfardini, pittore italiano († 1995)
- 1915 - Ferdinando Vacchetta, politico e partigiano italiano († 1986)
- 1916 - Michael Astour, orientalista ucraino († 2004)
- 1916 - Penelope Fitzgerald, scrittrice britannica († 2000)
- 1916 - Bob Hassmiller, cestista statunitense († 1980)
- 1916 - Emanuela Savio, politica italiana († 1989)
- 1916 - Gino Vesci, militare e aviatore italiano († 1940)
- 1917 - Kriangsak Chomanan, politico e generale thailandese († 2003)
- 1917 - Fernando Clemente, architetto e urbanista italiano († 1998)
- 1917 - Joseph-Albert Malula, cardinale e arcivescovo cattolico della Repubblica Democratica del Congo († 1989)
- 1917 - Tini Wagner, nuotatrice olandese († 2004)
- 1917 - Aldo Zucchero, calciatore italiano
- 1918 - Dusty Anderson, attrice statunitense († 2007)
- 1918 - Dezső Fábián, pallanuotista ungherese († 1973)
- 1918 - Giorgio Martucciello, militare e aviatore italiano († 1942)
- 1919 - Ted Berman, regista, animatore e sceneggiatore statunitense († 2001)
- 1919 - Orfeo Locatelli, pittore italiano († 2000)
- 1919 - Ezekiel Mphahlele, scrittore sudafricano († 2008)
- 1919 - Erich Sauermann, pallanuotista tedesco († 1984)
- 1919 - Tomáš Špidlík, teologo e cardinale ceco († 2010)
- 1920 - Kenneth Iverson, matematico e informatico canadese († 2004)
- 1920 - August Pitzl, cestista e dirigente sportivo austriaco († 2000)
- 1920 - Franco Ventura, calciatore italiano († 1990)
- 1921 - Silvio Alverà, sciatore alpino e alpinista italiano († 1986)
- 1921 - Giorgio De Sanctis, partigiano italiano († 1982)
- 1921 - Anne Golon, scrittrice francese († 2017)
- 1921 - Nadežda Vasil'evna Popova, militare sovietica († 2013)
- 1921 - William Arthur Ward, scrittore statunitense († 1994)
- 1921 - Amin al-Hafiz, generale e politico siriano († 2009)
- 1922 - Alfredo Arroyave, cestista ecuadoriano († 1983)
- 1922 - Fausto Maria Liberatore, pittore e politico italiano († 2004)
- 1922 - Claude Ollier, scrittore francese († 2014)
- 1922 - Amerigo Petrucci, politico italiano († 1983)
- 1922 - Mario Rigamonti, calciatore italiano († 1949)
- 1922 - Branko Stinčić, calciatore jugoslavo († 2001)
- 1923 - Bice Minori, costumista italiana († 2015)
- 1923 - Louis Frédéric, orientalista, storico dell'arte e scrittore francese († 1996)
- 1923 - Jaroslav Pelikan, storico statunitense († 2006)
- 1924 - Juraj Amšel, pallanuotista jugoslavo († 1988)
- 1924 - Ralph Olinger, sciatore alpino svizzero († 2006)
- 1924 - Gino Sovran, cestista canadese († 2016)
- 1925 - Eduino Francini, partigiano italiano († 1944)
- 1925 - Guglielmo Giovannini, allenatore di calcio e calciatore italiano († 1990)
- 1925 - Nicolas Kettel, calciatore lussemburghese († 1960)
- 1926 - Giorgio Bandiera, attore e doppiatore italiano
- 1926 - Patrice Wymore, attrice e cantante statunitense († 2014)
- 1927 - Ottorino Pietro Alberti, arcivescovo cattolico italiano († 2012)
- 1927 - Adolfo Grosso, ciclista su strada e pistard italiano († 1980)
- 1927 - Richard Long, attore statunitense († 1974)
- 1927 - Marina Rossanda, politica e medico italiana († 2006)
- 1927 - Loredano Ugolini, fumettista e illustratore italiano
- 1928 - Calaway H. Dodson, botanico statunitense († 2020)
- 1928 - Cesare Garboli, critico letterario, critico teatrale e traduttore italiano († 2004)
- 1928 - George Lindsey, attore e doppiatore statunitense († 2012)
- 1928 - Francis George Adeodatus Micallef, vescovo cattolico e missionario maltese († 2018)
- 1928 - Gérard Pontais, cestista francese († 2024)
- 1929 - Frances Dafoe, pattinatrice artistica su ghiaccio canadese († 2016)
- 1929 - Jacqueline Hill, attrice britannica († 1993)
- 1930 - Raymond Abad, allenatore di calcio e calciatore francese († 2018)
- 1930 - Giorgio Cavedon, editore, fumettista e sceneggiatore italiano († 2001)
- 1930 - Bob Guccione, editore, disegnatore e produttore cinematografico statunitense († 2010)
- 1930 - Willi Leißler, cestista tedesco († 2014)
- 1930 - Armin Mueller-Stahl, attore e pittore tedesco
- 1931 - Mario Alesini, cestista italiano († 2001)
- 1931 - Norberto Firpo, fumettista e giornalista argentino († 2017)
- 1931 - Peter Kirby, ex sciatore alpino e bobbista canadese
- 1931 - John McRay, archeologo statunitense († 2018)
- 1931 - Erwin Thaler, bobbista austriaco († 2001)
- 1932 - Konrad Bayer, scrittore austriaco († 1964)
- 1932 - John Bond, calciatore e allenatore di calcio britannico († 2012)
- 1932 - Jorma Kortelainen, fondista finlandese († 2012)
- 1932 - Tinka Kurti, attrice albanese
- 1932 - Sonny Red, sassofonista statunitense († 1981)
- 1932 - Ruth Wolff, drammaturga e sceneggiatrice statunitense
- 1933 - Marilyn Eastman, attrice statunitense († 2021)
- 1933 - Stefan Florenski, calciatore polacco († 2020)
- 1933 - George Luke, calciatore inglese († 2010)
- 1933 - Finn Sterobo, calciatore danese († 2021)
- 1933 - Alfred Vella-James, calciatore maltese († 2012)
- 1933 - Giuseppe Zamberletti, politico italiano († 2019)
- 1934 - Mariella Adani, soprano italiano
- 1934 - Oleg Golovanov, canottiere sovietico († 2019)
- 1934 - Fortunato Manca, pugile italiano († 2008)
- 1934 - Ray Wilson, calciatore e allenatore di calcio inglese († 2018)
- 1935 - Paul Chillan, calciatore francese († 2021)
- 1935 - Giorgio Cian, giurista italiano († 2022)
- 1936 - Papa Francesco, papa e arcivescovo cattolico argentino († 2025)
- 1936 - Tommy Steele, cantante britannico
- 1936 - Klaus Kinkel, politico tedesco († 2019)
- 1936 - Al Miller, allenatore di calcio statunitense
- 1936 - Isidro Sánchez García-Figueras, calciatore spagnolo († 2013)
- 1937 - Umberto Bellocco, mafioso italiano († 2022)
- 1937 - Benedita Anália de Castro, ex cestista brasiliana
- 1937 - Jan Dawidziuk, vescovo vetero-cattolico polacco († 2012)
- 1937 - Jaime Lerner, architetto, urbanista e politico brasiliano († 2021)
- 1937 - Isao Morishita, pilota motociclistico giapponese
- 1937 - Vittorio Stagni, attore, doppiatore e direttore del doppiaggio italiano
- 1937 - John Kennedy Toole, scrittore statunitense († 1969)
- 1938 - Gianfranco Franchini, architetto italiano († 2009)
- 1938 - Paolo Micalizzi, giornalista e critico cinematografico italiano († 2024)
- 1938 - Francesco Pizzi, calciatore italiano († 2024)
- 1938 - Peter Snell, mezzofondista neozelandese († 2019)
- 1938 - Marcello Staglieno, giornalista, scrittore e politico italiano († 2013)
- 1938 - Susan Watson, attrice e cantante statunitense
- 1939 - James Booker, pianista, compositore e tastierista statunitense († 1983)
- 1939 - Werner Eck, storico e epigrafista tedesco
- 1939 - Eddie Kendricks, cantautore statunitense († 1992)
- 1939 - Joe Kirkup, ex calciatore inglese
- 1939 - Jack Kramer, calciatore norvegese († 2020)
- 1939 - Angelo Tiraboschi, politico italiano
- 1940 - Édika, fumettista francese
- 1940 - Nicolae Lupescu, calciatore rumeno († 2017)
- 1940 - Gianni Carlo Sciolla, storico dell'arte e critico d'arte italiano († 2017)
- 1940 - Gustavo Trigo, fumettista argentino († 1999)
- 1941 - Marie-Chantal Demaille, schermitrice francese († 2025)
- 1941 - Gilbert Gress, allenatore di calcio e ex calciatore francese
- 1942 - Muhammadu Buhari, politico nigeriano († 2025)
- 1942 - Paul Butterfield, armonicista e cantante statunitense († 1987)
- 1942 - Carlos Buttice, calciatore argentino († 2018)
- 1942 - Karl Odermatt, ex calciatore svizzero
- 1942 - Jeffrey Wigand, biochimico statunitense
- 1943 - Mary Brunner, criminale statunitense
- 1943 - Cathia Caro, attrice francese
- 1943 - Christopher Cazenove, attore britannico († 2010)
- 1943 - József Csatári, lottatore ungherese († 2021)
- 1943 - Ron Geesin, musicista e compositore britannico
- 1943 - Ludger Lütkehaus, filosofo e storico della letteratura tedesco († 2019)
- 1943 - Rick Nolan, politico statunitense († 2024)
- 1943 - Pak Doo-ik, ex calciatore e allenatore di calcio nordcoreano
- 1943 - Gianni Ravaglia, politico italiano
- 1944 - Ferenc Bene, calciatore e allenatore di calcio ungherese († 2006)
- 1944 - Jack L. Chalker, scrittore di fantascienza statunitense († 2005)
- 1944 - Carlo Maria Croce, oncologo italiano
- 1944 - Craig Dill, ex cestista statunitense
- 1944 - Harry Droog, ex canottiere olandese
- 1944 - Bernard Hill, attore britannico († 2024)
- 1944 - Stan Horne, ex calciatore inglese
- 1944 - Nikolaj Ivanovič Kralin, compositore di scacchi russo
- 1944 - Patrick Ollier, politico francese
- 1944 - Enrique Porta, ex calciatore spagnolo
- 1944 - Sergio Rossetti, allenatore di calcio e ex calciatore italiano
- 1944 - Gian Mario Selis, ex politico italiano
- 1945 - Joan Castejón, pittore spagnolo
- 1945 - Jean-Claude Genty, ex ciclista su strada francese
- 1945 - Ernie Hudson, attore statunitense
- 1945 - David Mallet, regista britannico
- 1945 - Fabio Morandini, ex combinatista nordico italiano
- 1945 - Mwanza Mukombo, calciatore della Repubblica Democratica del Congo († 2001)
- 1945 - John Michael Quinn, vescovo cattolico statunitense
- 1945 - Angelo Todaro, fumettista e saggista italiano († 2025)
- 1945 - Jacqueline Wilson, scrittrice britannica
- 1945 - Cees de Wolf, calciatore olandese († 2011)
- 1946 - Gino Gagliardelli, ex calciatore italiano
- 1946 - Eugene Levy, attore, comico e sceneggiatore canadese
- 1946 - Maria Fida Moro, politica italiana († 2024)
- 1946 - Suresh Oberoi, attore indiano
- 1946 - Annie Philippe, cantante francese
- 1946 - Francesco Scorsa, calciatore e allenatore di calcio italiano († 2023)
- 1946 - Boubacar Traoré, ex cestista senegalese
- 1947 - Mykola Azarov, politico ucraino
- 1947 - Carmine Benincasa, critico d'arte, filosofo e teologo italiano († 2020)
- 1947 - Anders Björner, matematico svedese
- 1947 - Zachar Bron, violinista e docente russo
- 1947 - Robert Dornhelm, regista austriaco
- 1947 - Marilyn Hassett, attrice statunitense
- 1947 - Paolo Sottocorona, meteorologo e conduttore televisivo italiano
- 1947 - Wes Studi, attore statunitense
- 1947 - Giorgio Vignando, calciatore e allenatore di calcio italiano († 2017)
- 1947 - Sarolta Zalatnay, cantante ungherese
- 1948 - Carlo Costalli, politico italiano
- 1948 - Kemal Kılıçdaroğlu, politico, funzionario e economista turco
- 1948 - Brian Mahoney, ex cestista e allenatore di pallacanestro statunitense
- 1948 - Erling Meirik, ex calciatore norvegese
- 1948 - Craig Safan, compositore statunitense
- 1948 - Derek Sankey, ex cestista canadese
- 1948 - Fabio Storchi, imprenditore italiano
- 1948 - Darryl Way, violinista e tastierista britannico
- 1949 - Poul Erik Andreasen, allenatore di calcio e ex calciatore danese
- 1949 - Joel Brooks, attore statunitense
- 1949 - Humberto Costas, velista spagnolo
- 1949 - Sōtīrīs Kaïafas, ex calciatore cipriota
- 1949 - Karl-Heinz Menz, ex biatleta tedesco
- 1949 - Guido Paci, pilota motociclistico e bobbista italiano († 1983)
- 1949 - Antonino Recca, chimico italiano († 2024)
- 1949 - Paul Rodgers, cantautore, polistrumentista e compositore britannico
- 1950 - Edoardo Angelino, scrittore italiano
- 1950 - Carlton Barrett, batterista e percussionista giamaicano († 1987)
- 1950 - Lella Battistella, ex cestista italiana
- 1950 - Michael Cashman, attore e politico britannico
- 1950 - Aldo Corno, allenatore di pallacanestro e ex cestista italiano
- 1950 - Oscar Fabbiani, ex calciatore argentino
- 1950 - Steve Kindon, ex calciatore inglese
- 1950 - Tore Kordahl, ex calciatore norvegese
- 1951 - Tat'jana Kazankina, ex mezzofondista sovietica
- 1951 - Colleen O'Connor, ex danzatrice su ghiaccio statunitense
- 1951 - Luigi Weiss, ex biatleta e scialpinista italiano
- 1952 - Bruno Armando, attore e traduttore italiano († 2020)
- 1952 - Jochen Bachfeld, ex pugile tedesco
- 1952 - Armando Mango, musicista, compositore e paroliere italiano
- 1952 - René Simões, allenatore di calcio brasiliano
- 1952 - Charlotte Schwab, attrice svizzera
- 1952 - Ed Starink, musicista e compositore olandese
- 1953 - Oleksandr Henrichovyč Beljavs'kyj, scacchista sloveno
- 1953 - Mimma Greco, ex calciatrice italiana
- 1953 - Samuel Hadida, produttore cinematografico marocchino († 2018)
- 1953 - Barry Livingston, attore statunitense
- 1953 - Sally Menke, montatrice statunitense († 2010)
- 1953 - Ikue Mori, musicista e compositrice giapponese
- 1953 - Ksenija Prohaska, attrice e cantante croata
- 1953 - Bill Pullman, attore statunitense
- 1953 - Kjell Tennfjord, allenatore di calcio e dirigente sportivo norvegese
- 1954 - Pichi Alonso, allenatore di calcio e ex calciatore spagnolo
- 1954 - Roberto Bergamaschi, vescovo cattolico italiano
- 1954 - Arnold W. Donald, dirigente d'azienda statunitense
- 1954 - Fatafehi 'Alaivahamama'o Tuku'aho, principe tongano († 2004)
- 1954 - Sergėjus Jovaiša, ex cestista, allenatore di pallacanestro e politico lituano
- 1954 - Jeanne Kalogridis, scrittrice statunitense
- 1954 - Juan Muhlethaler, ex calciatore uruguaiano
- 1954 - Beau Smith, fumettista statunitense
- 1954 - John Yarno, ex giocatore di football americano statunitense
- 1955 - Brad Davis, ex cestista e allenatore di pallacanestro statunitense
- 1955 - Edmond Enoka, ex calciatore camerunese
- 1955 - Nebojša Kaluđerović, politico e diplomatico montenegrino
- 1955 - Richard Young, attore, regista e fotografo statunitense
- 1956 - Amado Carrillo Fuentes, criminale messicano († 1997)
- 1956 - Nancy-Ann DeParle, politica e avvocato statunitense
- 1956 - Peter e Bobby Farrelly, regista, sceneggiatore e produttore cinematografico statunitense
- 1957 - Elżbieta Witek, politica polacca
- 1957 - Marco Poeta, chitarrista italiano
- 1957 - Hannes Schick, giornalista e fotoreporter statunitense
- 1957 - Stefano Senesi, pianista, compositore e produttore discografico italiano
- 1958 - Penelope Houston, cantautrice statunitense
- 1958 - Mathias Jung, ex biatleta tedesco
- 1958 - Orlando Maini, dirigente sportivo e ex ciclista su strada italiano
- 1958 - Randy McMillan, ex giocatore di football americano statunitense
- 1958 - Mike Mills, bassista e polistrumentista statunitense
- 1958 - Donald Payne, Jr., politico statunitense († 2024)
- 1958 - Roberto Tozzi, ex velocista italiano
- 1958 - Gerhard Waibel, pilota motociclistico tedesco
- 1959 - Gregg Araki, regista, sceneggiatore e montatore statunitense
- 1959 - Albert King, ex cestista statunitense
- 1959 - Pascal Simbikangwa, ex militare e criminale di guerra ruandese
- 1960 - Moreno Argentin, ex ciclista su strada italiano
- 1960 - Tino Iannuzzi, politico italiano
- 1960 - Tarako, cantante e doppiatrice giapponese († 2024)
- 1960 - Ljiljana Ljubisic, ex atleta paralimpica canadese
- 1960 - Michael Puleo, ballerino statunitense
- 1960 - Rita Rabassini, scenografa italiana
- 1960 - Marin Rajkov, politico e diplomatico bulgaro
- 1960 - Pedro Rebolledo, ex tennista cileno
- 1960 - Arturo Villone, regista italiano
- 1960 - Tilly Vosburgh, attrice britannica
- 1961 - Víctor Hugo Basabe, arcivescovo cattolico venezuelano
- 1961 - Henk van Stee, dirigente sportivo, allenatore di calcio e ex calciatore olandese
- 1961 - Roger Westling, biatleta svedese
- 1961 - Ersun Yanal, allenatore di calcio turco
- 1962 - Richard Jewell, poliziotto statunitense († 2007)
- 1962 - Giulia Boschi, docente italiana
- 1962 - Ari Folman, regista, sceneggiatore e compositore israeliano
- 1962 - Maria Iacono, politica italiana
- 1962 - Frank Lieberam, allenatore di calcio e ex calciatore tedesco orientale
- 1962 - Galina Mal'čugina, ex velocista russa
- 1962 - John Micallef, ex calciatore maltese
- 1962 - Massimiliano Pazzaglia, attore italiano
- 1962 - Koen Sanders, ex calciatore belga
- 1962 - Brad Sellers, ex cestista statunitense
- 1962 - Gaspare Sturzo, magistrato e saggista italiano
- 1962 - Jon Vincent, attore pornografico statunitense († 2000)
- 1962 - Harald Winkler, ex bobbista e ex velocista austriaco
- 1962 - Yau Kwan Loke, ex cestista malese
- 1963 - Graham Dowd, ex rugbista a 15 neozelandese
- 1963 - Giovanni Ivano Guerra, allenatore di calcio e ex calciatore italiano
- 1963 - Jón Kalman Stefánsson, scrittore islandese
- 1963 - Meherzia Labidi, politica, attivista e traduttrice tunisina († 2021)
- 1963 - Marcella Lucidi, politica italiana
- 1963 - Gian Luigi Macina, ex maratoneta e mezzofondista sammarinese
- 1963 - Marshall Terrill, scrittore e giornalista statunitense
- 1964 - Michel Fau, attore e regista francese
- 1964 - Stan Heath, allenatore di pallacanestro statunitense
- 1964 - Alfons Higl, allenatore di calcio e ex calciatore tedesco
- 1964 - Mike Riley, ex arbitro di calcio inglese
- 1964 - Anna-Liisa Tilus, conduttrice televisiva, annunciatrice televisiva e modella finlandese
- 1964 - Ginger, chitarrista e cantante inglese
- 1964 - Joe Wolf, cestista e allenatore di pallacanestro statunitense († 2024)
- 1965 - Francesco Dominedò, attore, regista cinematografico e sceneggiatore italiano
- 1965 - Jeff Grayer, ex cestista e allenatore di pallacanestro statunitense
- 1965 - Gorō Itō, ex giocatore di football americano e allenatore di football americano giapponese
- 1965 - Ihor Kutjepov, ex calciatore sovietico
- 1965 - Frank Pietrangelo, ex hockeista su ghiaccio canadese
- 1965 - Jasna Šekarić, tiratrice a segno serba
- 1966 - Maria Arena, politica belga
- 1966 - Yūko Arimori, ex maratoneta giapponese
- 1966 - Juliet Aubrey, attrice britannica
- 1966 - Tracy Byrd, cantante statunitense
- 1966 - Selen, ex attrice pornografica italiana
- 1966 - Martina Cavallarin, critica d'arte e saggista italiana
- 1966 - Robin Fraser, allenatore di calcio e ex calciatore statunitense
- 1966 - Steve Knight, politico statunitense
- 1966 - Valerij Ljukin, ex ginnasta sovietico
- 1966 - Kristiina Ojuland, politica e diplomatica estone
- 1966 - Jerzy Podbrożny, ex calciatore polacco
- 1966 - Manuela Repetti, politica e imprenditrice italiana
- 1966 - Christopher A. Wray, avvocato e dirigente pubblico statunitense
- 1967 - Valeria Cardinali, politica italiana
- 1967 - Gigi D'Agostino, disc jockey e produttore discografico italiano
- 1967 - Omar Espineda, ex giocatore di calcio a 5 paraguaiano
- 1967 - Herzi Halevi, generale israeliano
- 1967 - Ed Horton, ex cestista statunitense
- 1967 - Isabelle Pentucci, ex schermitrice svizzera
- 1967 - Massimo Romeo Piparo, regista teatrale, direttore artistico e produttore teatrale italiano
- 1967 - Salavat Rachmetov, arrampicatore russo
- 1968 - Giampiero Giulietti, politico italiano
- 1968 - Claudio Suárez, ex calciatore messicano
- 1968 - Paul Tracy, pilota automobilistico canadese
- 1969 - Laurent Guyot, allenatore di calcio, dirigente sportivo e ex calciatore francese
- 1969 - Laurie Holden, attrice e attivista statunitense
- 1969 - Inna Lasovskaja, ex triplista russa
- 1969 - Chuck Liddell, artista marziale misto statunitense
- 1969 - Rob Maas, allenatore di calcio e ex calciatore olandese
- 1969 - Peter Mertens, politico belga
- 1969 - Mario Mirković, attore croato
- 1969 - Robinah Nabbanja, politica ugandese
- 1969 - Natalia Pulido, ex nuotatrice spagnola
- 1969 - María Quintanal, ex tiratrice a volo spagnola
- 1969 - Marcelo Scheave, ex giocatore di calcio a 5 argentino
- 1969 - Ol'ga Simušina, ex biatleta russa
- 1969 - Vangjel Tavo, politico albanese
- 1969 - Siniša Žugić, tuffatore jugoslavo
- 1970 - Khaled Al-Behair, ex giocatore di calcio a 5 saudita
- 1970 - Earl Dotson, ex giocatore di football americano statunitense
- 1970 - Igor' Girkin, militare russo
- 1970 - Claudio Micheli, ex hockeista su ghiaccio svizzero
- 1970 - Michael Mols, ex calciatore olandese
- 1970 - Darío Muchotrigo, allenatore di calcio e ex calciatore peruviano
- 1970 - Pavel Padrnos, ex ciclista su strada ceco
- 1970 - Seo Jung-won, allenatore di calcio e ex calciatore sudcoreano
- 1970 - Stella Tennant, supermodella britannica († 2020)
- 1970 - Sean Patrick Thomas, attore statunitense
- 1970 - Agnieszka Wagner, attrice polacca
- 1971 - Beth Barr, ex nuotatrice statunitense
- 1971 - Rita Engedalen, cantante norvegese
- 1971 - Chuck Evans, ex cestista e allenatore di pallacanestro statunitense
- 1971 - Claire Forlani, attrice britannica
- 1971 - Ignacio Carlos González, ex calciatore e allenatore di calcio argentino
- 1971 - Igor Kokoškov, allenatore di pallacanestro serbo
- 1971 - Nikki McCray, cestista e allenatrice di pallacanestro statunitense († 2023)
- 1971 - Michal Pančík, ex calciatore slovacco
- 1971 - Art'owr Petrosyan, allenatore di calcio e ex calciatore armeno
- 1971 - Tony Richardson, ex giocatore di football americano statunitense
- 1971 - Antoine Rigaudeau, ex cestista e allenatore di pallacanestro francese
- 1971 - Olivier Roller, fotografo francese
- 1972 - John Abraham, attore indiano
- 1972 - Desmond Askew, attore britannico
- 1972 - David Belenguer, ex calciatore spagnolo
- 1972 - Daniele Caimmi, maratoneta italiano
- 1972 - Colin Charvis, ex rugbista a 15 gallese
- 1972 - Juan Cuyami, ex calciatore spagnolo
- 1972 - Gavin O'Connor, attore irlandese
- 1972 - Iván Pedroso, ex lunghista cubano
- 1972 - Mohammad Reza Mahdavi, ex calciatore iraniano
- 1972 - Marcella Zappaterra, politica italiana
- 1973 - Martha Érika Alonso Hidalgo, politica messicana († 2018)
- 1973 - Christa Campbell, attrice, modella e produttrice cinematografica statunitense
- 1973 - Giuseppe Fallacara, architetto italiano
- 1973 - Brian Fitzpatrick, politico statunitense
- 1973 - Konstadinos Gatsioudis, ex giavellottista greco
- 1973 - Tony Guoga, giocatore di poker e politico lituano
- 1973 - Regina Häusl, ex sciatrice alpina tedesca
- 1973 - Rian Johnson, regista, sceneggiatore e musicista statunitense
- 1973 - Seyoung Kim, fumettista sudcoreana
- 1973 - Tom Knight, ex giocatore di football americano statunitense
- 1973 - Paula Radcliffe, ex maratoneta e mezzofondista britannica
- 1973 - Reinard Wilson, ex giocatore di football americano statunitense
- 1974 - Christian Ahlmann, cavaliere tedesco
- 1974 - Albino, rapper tedesco
- 1974 - Paul Briggs, animatore e doppiatore statunitense
- 1974 - Yannick Fischer, ex calciatore francese
- 1974 - Goran Lazarevski, ex calciatore macedone
- 1974 - Sarah Paulson, attrice statunitense
- 1974 - Anselmo Ribeiro, ex calciatore capoverdiano
- 1974 - Giovanni Ribisi, attore statunitense
- 1974 - Marissa Ribisi, attrice statunitense
- 1974 - Nika Georgievna Turbina, poetessa e scrittrice ucraina († 2002)
- 1975 - Ivo Afonso, ex calciatore portoghese
- 1975 - Mayuko Aoki, attrice e doppiatrice giapponese
- 1975 - Félix Bolaños, politico spagnolo
- 1975 - Oktay Derelioğlu, ex calciatore turco
- 1975 - Eugene, ex wrestler statunitense
- 1975 - André Heller, ex pallavolista brasiliano
- 1975 - Susanthika Jayasinghe, ex velocista singalese
- 1975 - Milla Jovovich, supermodella e attrice sovietica
- 1975 - Novell Thomas, ex cestista e allenatore di pallacanestro canadese
- 1975 - Steve Zissis, attore e sceneggiatore statunitense
- 1976 - Éric Bédard, ex pattinatore di short track canadese
- 1976 - Roger Casamajor, attore spagnolo
- 1976 - Nir Davidovich, ex calciatore israeliano
- 1976 - Kate Hewlett, attrice, scrittrice e cantautrice canadese
- 1976 - Kim Sang-sik, allenatore di calcio e ex calciatore sudcoreano
- 1976 - Tracey Mann, politico statunitense
- 1976 - Teedra Moses, cantautrice statunitense
- 1976 - Patrick Müller, ex calciatore svizzero
- 1976 - Andrew Simpson, velista britannico († 2013)
- 1976 - Takeo Spikes, ex giocatore di football americano statunitense
- 1976 - Dóra Szinetár, cantante, attrice teatrale e doppiatrice ungherese
- 1976 - Wojciech Szuchnicki, schermidore polacco
- 1976 - Tiki Taane, cantante e musicista neozelandese
- 1976 - Zsanett Égerházi, attrice pornografica ungherese
- 1977 - Nicolás Bremec, allenatore di calcio e ex calciatore uruguaiano
- 1977 - Arnaud Clément, allenatore di tennis e ex tennista francese
- 1977 - Ilisaine Karen David, ex cestista brasiliana
- 1977 - Ramiro Figueiras Amarelle, ex calciatore e giocatore di beach soccer spagnolo
- 1977 - Liédson, ex calciatore brasiliano
- 1977 - Giorgio Montanini, comico e attore italiano
- 1977 - Samuel Påhlsson, ex hockeista su ghiaccio svedese
- 1977 - Mathias Seger, hockeista su ghiaccio svizzero
- 1977 - Joe Smith, ex cestista statunitense
- 1977 - Yasin Sülün, dirigente sportivo, allenatore di calcio e ex calciatore turco
- 1977 - Katheryn Winnick, attrice e artista marziale canadese
- 1978 - Ritesh Deshmukh, attore indiano
- 1978 - Ville Lehtinen, ex calciatore finlandese
- 1978 - Manny Pacquiao, politico e pugile filippino
- 1978 - Daniele Portanova, ex calciatore italiano
- 1978 - Rogério Rocha da Silva, giocatore di calcio a 5 brasiliano († 2017)
- 1978 - Douglas Tait, attore e produttore cinematografico statunitense
- 1979 - Mohamed Benhamou, ex calciatore algerino
- 1979 - Adriana Cisneros, imprenditrice venezuelana
- 1979 - Rosaria Console, maratoneta italiana
- 1979 - Eric Ejiofor, ex calciatore nigeriano
- 1979 - Nšan Ērzrowmyan, ex calciatore armeno
- 1979 - Jaimee Foxworth, attrice statunitense
- 1979 - Lil Rel Howery, attore e comico statunitense
- 1979 - Ryan Key, cantautore, musicista e produttore discografico statunitense
- 1979 - Kim Gye-ryeong, ex cestista sudcoreana
- 1979 - Jincey Lumpkin, produttrice cinematografica statunitense
- 1979 - Epaminonda Nicu, ex calciatore rumeno
- 1979 - Paul Smith, ex calciatore inglese
- 1979 - Colleen Sostorics, ex hockeista su ghiaccio canadese
- 1979 - Thum Ping Tjin, ex nuotatore singaporiano
- 1979 - Antonio Rodríguez Martínez, ex calciatore spagnolo
- 1979 - Erion Veliaj, politico albanese
- 1980 - Suzy Batkovic, ex cestista australiana
- 1980 - Sebastián Beccacece, allenatore di calcio e ex calciatore argentino
- 1980 - Carmen Casanova, ex sciatrice alpina svizzera
- 1980 - Gabriel Dias, ex giocatore di calcio a 5 brasiliano
- 1980 - Ronald García, calciatore boliviano
- 1980 - Ryan Hunter-Reay, pilota automobilistico statunitense
- 1980 - Sven Paris, ex pugile italiano
- 1980 - Shane Robinson, ex calciatore irlandese
- 1980 - Rafael Schmitz, ex calciatore brasiliano
- 1980 - Sean Sonderleiter, ex cestista statunitense
- 1980 - Petra Újhelyi, ex cestista ungherese
- 1980 - Nuelson Wau, ex calciatore olandese
- 1981 - Luis Ardente, ex calciatore argentino
- 1981 - Nick Baumgartner, snowboarder statunitense
- 1981 - Paolo Bernardini, attore italiano
- 1981 - Ali Bilgin, ex calciatore turco
- 1981 - Byron Bubb, ex calciatore grenadino
- 1981 - Tremmell Darden, cestista statunitense
- 1981 - Martino Decorato, militare italiano
- 1981 - Francis Pérez Malia, allenatore di calcio e ex calciatore spagnolo
- 1981 - Miek van Geenhuizen, hockeista su prato olandese
- 1981 - S3RL, musicista e disc jockey australiano
- 1981 - Simon Ramsden, ex calciatore inglese
- 1981 - Simon Rusk, allenatore di calcio e ex calciatore scozzese
- 1981 - Juan Sabia, ex calciatore argentino
- 1981 - Ed Yong, giornalista britannico
- 1981 - Emma Terho, hockeista su ghiaccio finlandese
- 1981 - Marina Toscano Aggio, ex calciatrice brasiliana
- 1981 - Chantal Ughi, attrice e modella italiana
- 1981 - Tim Wiese, ex calciatore tedesco
- 1982 - Erkan Avcı, attore turco
- 1982 - Ashley Brzozowicz, canottiera canadese
- 1982 - Lorenzo Cittadini, ex rugbista a 15 e allenatore di rugby a 15 italiano
- 1982 - Virginie Claes, modella belga
- 1982 - Dynamo, illusionista britannico
- 1982 - Benjamin Goldwasser, polistrumentista statunitense
- 1982 - Ellen Hild, ex sciatrice alpina tedesca
- 1982 - Craig Kielburger, attivista canadese
- 1982 - Aleksandra Klejnowska, ex sollevatrice polacca
- 1982 - Stéphane Lasme, ex cestista gabonese
- 1982 - Fernando Recio, ex calciatore spagnolo
- 1982 - Boubacar Sanogo, ex calciatore ivoriano
- 1982 - Martin Sauer, canottiere tedesco
- 1982 - Steve Weatherford, giocatore di football americano statunitense
- 1983 - Phara Anacharsis, velocista francese
- 1983 - Joel Apezteguía, calciatore cubano
- 1983 - Nicole Büchler, astista e ex ginnasta svizzera
- 1983 - Richard Lietz, pilota automobilistico austriaco
- 1983 - Grégory Lorenzi, dirigente sportivo e ex calciatore francese
- 1983 - Chidi Odiah, ex calciatore nigeriano
- 1983 - Richard Offiong, ex calciatore inglese
- 1983 - Sébastien Ogier, pilota di rally francese
- 1983 - Wassiou Oladipupo, ex calciatore beninese
- 1983 - Iosefa Tekori, rugbista a 15 samoano
- 1984 - Luis Alfageme, calciatore argentino
- 1984 - Michele Benedetti, tuffatore italiano
- 1984 - Ryan Casciaro, allenatore di calcio e ex calciatore gibilterriano
- 1984 - Mikky Ekko, cantautore e produttore discografico statunitense
- 1984 - Martin Emmrich, ex tennista tedesco
- 1984 - Christof Innerhofer, sciatore alpino italiano
- 1984 - Þórunn Helga Jónsdóttir, calciatrice islandese
- 1984 - Nicholas Pope, cestista francese
- 1984 - Alberto Ribolla, politico italiano
- 1984 - Anderson Luiz Schmitt, giocatore di calcio a 5 brasiliano
- 1984 - Shannon Woodward, attrice statunitense
- 1985 - Fernando Abad, giocatore di baseball dominicano
- 1985 - Łukasz Broź, calciatore polacco
- 1985 - Sebastian Haupt, ex skeletonista tedesco
- 1985 - Darryl Jackson, cestista statunitense
- 1985 - Katie Kox, attrice pornografica statunitense
- 1985 - Jan Kysela, calciatore ceco
- 1985 - Jeremy McKinnon, cantautore e produttore discografico statunitense
- 1985 - Martín Ricca, attore e cantante pop argentino
- 1985 - Jan Šeda, calciatore ceco
- 1985 - Pavel Sitko, ex calciatore bielorusso
- 1985 - Ibrahima Touré, ex calciatore senegalese
- 1985 - Eva Weel Skram, cantante norvegese
- 1985 - Katri Ylander, cantante finlandese
- 1986 - Emma Bell, attrice statunitense
- 1986 - Eleonora Bischi, calciatrice italiana
- 1986 - Stefano Centomo, cantante italiano
- 1986 - Juan Guillermo Domínguez, ex calciatore colombiano
- 1986 - Josh Edgin, ex giocatore di baseball statunitense
- 1986 - Andrés Eduardo Fernández, calciatore spagnolo
- 1986 - Ol'ga Golovkina, mezzofondista russa
- 1986 - Heissler Guillént, cestista venezuelano
- 1986 - Besart Ibraimi, calciatore macedone
- 1986 - Flavia Piccinni, scrittrice e giornalista italiana
- 1986 - Kahiem Seawright, ex cestista statunitense
- 1986 - Antonio Siri, fantino italiano
- 1986 - Roland Suniula, rugbista a 15 statunitense
- 1986 - Vanessa Zima, attrice statunitense
- 1987 - Marina Arzamasova, mezzofondista bielorussa
- 1987 - Trip Lee, rapper statunitense
- 1987 - Alessia Bigi, nuotatrice artistica italiana
- 1987 - Raúl Campos, giocatore di calcio a 5 spagnolo
- 1987 - Fabrizio Crestani, pilota automobilistico italiano
- 1987 - Salif Dianda, calciatore ivoriano
- 1987 - Jamal Jack, calciatore trinidadiano
- 1987 - Shiloh Keo, giocatore di football americano statunitense
- 1987 - Gauthier Klauss, canoista francese
- 1987 - Emily Maguire, hockeista su prato britannica
- 1987 - Chelsea Manning, attivista e ex militare statunitense
- 1987 - Jeron Mastrud, giocatore di football americano statunitense
- 1987 - Péter Módos, lottatore ungherese
- 1987 - Andrej Parfenov, fondista russo
- 1987 - Kevon Villaroel, ex calciatore trinidadiano
- 1988 - Mikkel Andersen, calciatore danese
- 1988 - Felipe Arteiro, giocatore di calcio a 5 brasiliano
- 1988 - Masashi Eriguchi, velocista giapponese
- 1988 - Jonathan Iglesias, calciatore uruguaiano
- 1988 - Jessi, rapper statunitense
- 1988 - Jin Sun-yu, pattinatrice di short track sudcoreana
- 1988 - Kris Joseph, ex cestista canadese
- 1988 - Filip Kasalica, ex calciatore montenegrino
- 1988 - Kana Kitahara, calciatrice giapponese
- 1988 - Raffaele Maddaluno, pallanuotista italiano
- 1988 - Iván Maestro, pilota motociclistico spagnolo
- 1988 - Miguel Ângelo Marques Granja, calciatore portoghese
- 1988 - Pernell McPhee, giocatore di football americano statunitense
- 1988 - Thaisa Moreno, calciatrice brasiliana
- 1988 - Eddie Pleasant, giocatore di football americano statunitense
- 1988 - David Rudisha, mezzofondista keniota
- 1988 - Yann Sommer, calciatore svizzero
- 1988 - Mate Vatsadze, calciatore georgiano
- 1988 - Bertin Samuel Zé Ndille, ex calciatore camerunese
- 1989 - Frank Alexander, ex giocatore di football americano statunitense
- 1989 - Jamie Anderson, attore statunitense
- 1989 - André Ayew, calciatore francese
- 1989 - Novar Gadson, cestista statunitense
- 1989 - André Hansen, calciatore norvegese
- 1989 - Wandrille Lefèvre, calciatore francese
- 1989 - Marcel Risse, ex calciatore tedesco
- 1989 - Zsófia Simon, cestista ungherese
- 1989 - Ekaterina Strokova, discobola russa
- 1989 - Xu Li, lottatrice cinese
- 1990 - Henri Anier, calciatore estone
- 1990 - Ashley Edner, attrice statunitense
- 1990 - Abderrazak Hamdallah, calciatore marocchino
- 1990 - Jovian Hediger, fondista svizzero
- 1990 - Karen Ibasco, modella filippina
- 1990 - Marie Lebec, politica francese
- 1990 - Alexander Lloyd, canottiere australiano
- 1990 - Serena Moneta, pallavolista italiana
- 1990 - Bráulio Morais, ex cestista angolano
- 1990 - Marith Prießen, calciatrice tedesca
- 1990 - Osvaldo Rodríguez, ex calciatore costaricano
- 1990 - Graham Rogers, attore statunitense
- 1990 - Bojan Subotić, cestista serbo
- 1990 - Tyler Young, attore statunitense
- 1991 - Jin Izumisawa, calciatore giapponese
- 1991 - DaQuan Jones, giocatore di football americano statunitense
- 1991 - Nadech Kugimiya, attore, modello e cantante thailandese
- 1991 - Carmelo Musumeci, giocatore di calcio a 5 e calciatore italiano
- 1991 - Elvin Məmişzadə, pugile azero
- 1991 - Michail Ryžov, marciatore russo
- 1991 - Ravinder Singh, calciatore indiano
- 1991 - Kentwan Smith, cestista bahamense
- 1991 - Toma T'abat'adze, calciatore georgiano
- 1991 - Daniel Tay, attore statunitense
- 1991 - Tom Walker, musicista e cantautore britannico
- 1991 - Sou Yaty, calciatore cambogiano
- 1992 - Jhonatan Agudelo, calciatore colombiano
- 1992 - Quinton De Kock, crickettista sudafricano
- 1992 - Alex Dujshebaev, pallamanista spagnolo
- 1992 - Guessouma Fofana, calciatore mauritano
- 1992 - Jordan Garrett, attore statunitense
- 1992 - Ludovica Guidi, pallavolista italiana
- 1992 - Buddy Hield, cestista bahamense
- 1992 - Lood de Jager, rugbista a 15 sudafricano
- 1992 - Artem Kačanovs'kyj, goista ucraino
- 1992 - Thomas Law, attore britannico
- 1992 - Andrew Nabbout, calciatore australiano
- 1992 - Hélène Parisot, velocista francese
- 1992 - Abdón Prats, calciatore spagnolo
- 1992 - Airi Shimizu, personaggio televisivo, modella e attrice giapponese
- 1992 - Young Nudy, rapper statunitense
- 1992 - Issah Yakubu, calciatore ghanese
- 1993 - Artëm Antoškin, giocatore di calcio a 5 russo
- 1993 - Kiersey Clemons, attrice e cantante statunitense
- 1993 - Emmanuel Daniel, calciatore nigeriano
- 1993 - Sondre Holst Enger, ex ciclista su strada norvegese
- 1993 - Huw Jones, rugbista a 15 britannico
- 1993 - Manuel Kuttin, calciatore austriaco
- 1993 - Maximiliano Lemos, calciatore uruguaiano
- 1993 - Desire Oparanozie, ex calciatrice nigeriana
- 1993 - Romina Pierdomenico, conduttrice televisiva e conduttrice radiofonica italiana
- 1993 - Alejandro Reyes, cestista spagnolo
- 1993 - Ryu Seung-woo, calciatore sudcoreano
- 1993 - Kenny Saief, calciatore israeliano
- 1993 - Laurens Sweeck, ciclocrossista e ciclista su strada belga
- 1993 - Tan Jiajun, calciatore cinese
- 1993 - María José Urrutia, calciatrice cilena
- 1993 - Markus Villig, imprenditore estone
- 1993 - Beatriz Zaneratto João, calciatrice brasiliana
- 1993 - Vera van Pol, ginnasta olandese
- 1994 - Lucas Chanavat, fondista francese
- 1994 - Willian Felipe Dorn, giocatore di calcio a 5 brasiliano
- 1994 - Jackie Groenen, calciatrice olandese
- 1994 - Hamidou Keyta, calciatore francese
- 1994 - Žambolat Lok'jaev, lottatore russo
- 1994 - Raffaele Marciello, pilota automobilistico italiano
- 1994 - Nikita Medvedev, calciatore russo
- 1994 - Birger Meling, calciatore norvegese
- 1994 - David Moyo, calciatore zimbabwese
- 1994 - Vadzim Pabudzej, calciatore bielorusso
- 1994 - Fernando Sobral, calciatore brasiliano
- 1994 - Nicolas Rommens, calciatore belga
- 1994 - Naomi Sedney, velocista olandese
- 1994 - Gratas Sirgėdas, calciatore lituano
- 1994 - Evgenija Tarasova, ex pattinatrice artistica su ghiaccio russa
- 1994 - Nat Wolff, attore, cantante e musicista statunitense
- 1995 - Austin Corbett, giocatore di football americano statunitense
- 1995 - Emily Escobedo, nuotatrice statunitense
- 1995 - Răzvan Horj, calciatore rumeno
- 1995 - Fleur Jong, atleta paralimpica olandese
- 1995 - Fatjon Jusufi, calciatore macedone
- 1995 - Alina Litvinenko, calciatrice kirghisa
- 1995 - Tkay Maidza, cantante e rapper zimbabwese
- 1995 - Peter Pearson, calciatore santaluciano
- 1995 - Jack Wolfe, attore britannico
- 1995 - Guerschon Yabusele, cestista francese
- 1996 - David Benavidez, pugile messicano
- 1996 - Kungs, disc jockey francese
- 1996 - Anton Dudčenko, biatleta ucraino
- 1996 - Amin Esmaeilnezhad, pallavolista iraniano
- 1996 - Paul Falk, musicista, attore e doppiatore tedesco
- 1996 - Fasma, rapper e cantautore italiano
- 1996 - Rominigue Kouamé, calciatore ivoriano
- 1996 - João Menezes, tennista brasiliano
- 1996 - Thirdy Ravena, cestista filippino
- 1996 - Olivier Thill, calciatore lussemburghese
- 1996 - Elizaveta Tuktamyševa, pattinatrice artistica su ghiaccio russa
- 1996 - Easop Winston, giocatore di football americano statunitense
- 1997 - Naiktha Bains, tennista britannica
- 1997 - Michaela Brandenburg, calciatrice tedesca
- 1997 - Héléna Cazaute, pallavolista francese
- 1997 - Vlad Dascălu, mountain biker rumeno
- 1997 - Bambo Diaby, calciatore senegalese
- 1997 - Dez Fitzpatrick, giocatore di football americano statunitense
- 1997 - N'Keal Harry, giocatore di football americano canadese
- 1997 - Marija Kuznecova, lottatrice russa
- 1997 - Roman Květ, calciatore ceco
- 1997 - Imani Lansiquot, velocista britannica
- 1997 - Gaizka Larrazabal, calciatore spagnolo
- 1997 - Théo Letitre, ex sciatore alpino francese
- 1997 - Marlyson, calciatore brasiliano
- 1997 - Kristinn Pálsson, cestista islandese
- 1997 - Alba Reche, cantante spagnola
- 1997 - Rish Shah, attore inglese
- 1997 - Olle Sundin, ex sciatore alpino svedese
- 1997 - Davit Terteryan, calciatore armeno
- 1997 - Shōma Uno, ex pattinatore artistico su ghiaccio giapponese
- 1997 - Albane Valenzuela, golfista svizzera
- 1998 - Juan Cataldi, calciatore argentino
- 1998 - Nicola Cavanis, modella tedesca
- 1998 - J.K. Dobbins, giocatore di football americano statunitense
- 1998 - Chico Banza, calciatore angolano
- 1998 - Iver Knotten, ciclista su strada e pistard norvegese
- 1998 - Yael López, calciatore costaricano
- 1998 - Martin Ødegaard, calciatore norvegese
- 1998 - Robbie Robinson, ex calciatore cileno
- 1998 - Romário Roque, cestista colombiano
- 1998 - Manu Ríos, attore, cantante e modello spagnolo
- 1998 - Sug Sutton, cestista statunitense
- 1999 - Beanie Bishop, giocatore di football americano statunitense
- 1999 - Marcelino Carreazo, calciatore colombiano
- 1999 - Hayden Carter, calciatore inglese
- 1999 - Michela Catena, calciatrice italiana
- 1999 - Michael Devoe, cestista statunitense
- 1999 - Hallgeir Engebråten, pattinatore di velocità su ghiaccio norvegese
- 1999 - Kyler Gordon, giocatore di football americano statunitense
- 1999 - Santeri Haarala, calciatore finlandese
- 1999 - Holly Humberstone, cantautrice britannica
- 1999 - Josh Paschal, giocatore di football americano statunitense
- 1999 - Paxton Pomykal, calciatore statunitense
- 1999 - Tayyip Sanuç, calciatore turco
- 1999 - Samuel Sosa, calciatore venezuelano
- 1999 - Weronika Zawistowska, calciatrice polacca
- 2000 - Naomi Akakpo, velocista e ostacolista francese
- 2000 - Miriana Conte, cantante maltese
- 2000 - Wesley Fofana, calciatore francese
- 2000 - Rūta Kate Lasmane, triplista e lunghista lettone
- 2000 - Nicholas Pyle, nuotatore britannico
- 2000 - Jehor Tverdochlib, calciatore ucraino

## XXI secolo(19)
- 2001 - Marie-Julie Bonnin, astista francese
- 2001 - Abde Ezzalzouli, calciatore marocchino
- 2001 - Gaia Giovannini, pallavolista italiana
- 2001 - Riku Miura, pattinatrice giapponese
- 2001 - André Henrique, calciatore brasiliano
- 2002 - Stefania Liberakakis, cantante e attrice olandese
- 2002 - Castello Lukeba, calciatore francese
- 2002 - Matthew Richards, nuotatore britannico
- 2002 - Nikki Rodriguez, attrice statunitense
- 2003 - Ante Crnac, calciatore croato
- 2003 - Artur Danieljan, pattinatore artistico su ghiaccio russo
- 2003 - Pernille Dyrstad Lydersen, sciatrice alpina norvegese
- 2004 - Daniel Bacher, sciatore freestyle austriaco
- 2004 - G.G. Jackson, cestista statunitense
- 2004 - Ksawery Masiuk, nuotatore polacco
- 2004 - Mansour Ouro-Tagba, calciatore togolese
- 2004 - Noah Sadiki, calciatore della Repubblica Democratica del Congo
- 2005 - Joseph Sabobo Banda, calciatore zambiano
- 2006 - Hawi Abera, mezzofondista etiope